# پژو ۴۰۶
پژو ۴۰۶ (به انگلیسی: Peugeot 406) یک خودروی خانوادگی بزرگ است که تولید آن در بین سال‌های ۱۹۹۵ تا ۲۰۰۴ بوده‌است. نسخه‌های تولید شده از پژو ۴۰۶ شامل سدان، کوپه و استیشن واگن است. این خودرو جایگزین پژو ۴۰۵ بود و در سال ۲۰۰۴ جای خود را به پژو ۴۰۷ داد.
سال ۱۳۷۸ شرکت ایران خودرو پژو پارس را با فیس لیفت کردن پژو ۴۰۵ و شبیه کردن طراحی ظاهری آن به پژو ۴۰۶ ساخت و به بازار ایران عرضه کرد به این دلیل که پژو ۴۰۶ در ایران مونتاژ نشود.

این خودرو، پلتفرم مشترکی با سیتروئن زانتیا دارد با این تفاوت که در ۴۰۶، از سامانه تعلیق هیدروپنوماتیک استفاده نشده‌است.

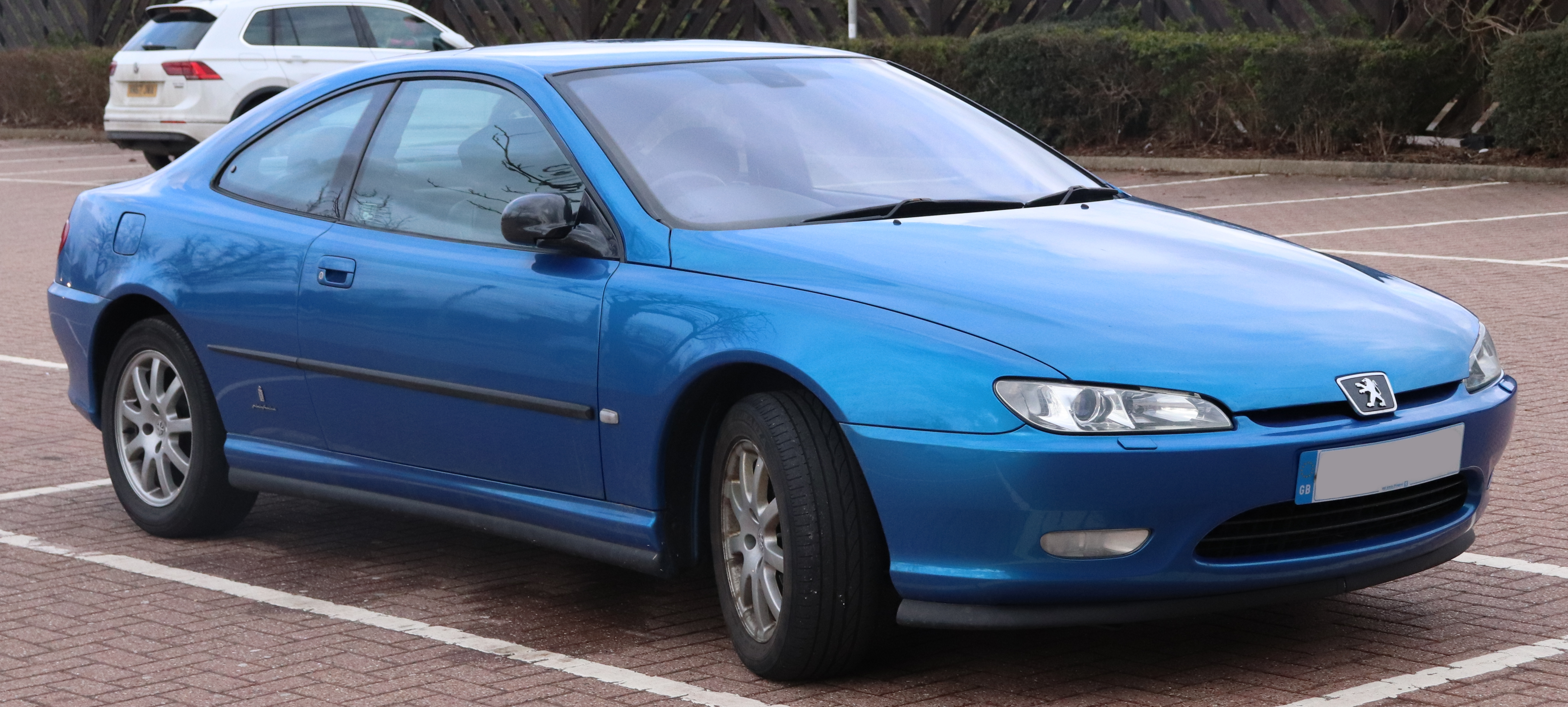
پژو ۴۰۶ نسخه کوپه

در نام‌گذاری خودروهای شرکت پژو، عدد سمت چپ دلالت بر بزرگی خودرو و عدد سمت راست نسل خودرو را نشان می‌دهد. این خودرو از سری های ۴ پژو است که تولید آن‌ها از سال ۱۹۳۴ با مدل ۴۰۱ آغاز شد. طول این خودرو برای مدل ۴ در در حالت طبیعی ۴٬۵۵۵ میلیمتر (۱۷۹ اینچ)، عرض آن برای مدل ۴ در در حالت طبیعی ۱٬۷۶۴ میلیمتر (۶۹ اینچ) و ارتفاع آن برای مدل ۴ در در حالت طبیعی ۱٬۳۹۶ میلیمتر (۵۵ اینچ) است.
پژو ۴۰۶ در دو نسخهٔ بنزینی و هم دیزلی تولید می‌شد و نسخهٔ دیزلی پژو ۴۰۶ یکی از پر فروش‌ترین خودروها در اروپا به ویژه انگلستان بود. فیس‌لیفت نسخه سدان پژو ۴۰۶ در سال ۱۹۹۹ معرفی شد که از لحاظ ایمنی، قدرت و سرعت بهبود یافته بود همچنین فضای داخلی دوباره طراحی شد و تجهیزاتی به آن اضافه شد. پژو ۴۰۶ کوپه توسط استودیو پنین فارینا طراحی شده است موتور ۲.۹ لیتری ۶ سیلندر ۲۰۷ اسب قدرت تولید میکند و با گیربکس ۵ سرعته دستی قدرت را به دیفرانسیل جلو می‌فرستد این خودرو پژو نقش برجسته ای در کشور هایی داشت. پژو ۴۰۶ در فیلم سینمایی تاکسی مورد استفاده قرار گرفته بود که یک نسخه تیونینگ شده از نوع پیشرانه ۶ سیلندر ۳ لیتری است و از لحاظ ظاهری نیز سپر آن و برخی قسمت های بدنه آن اسپورت شده بود با یک اسپیولر و هواکش های تزئینی و یک تابلو تاکسی .این نسخه خاص از این خودرو هم اکنون در موزه پژو نگهداری می شود.

## ایمنی
پژو ۴۰۶ از لحاظ ایمنی دو بار مورد تست سازمان یورو ان‌سی‌ای‌پی قرار گرفت؛ یک بار در سال ۱۹۹۷ و بار دیگر در سال ۲۰۰۱. این خودرو در سال ۱۹۹۷ دو ستاره از نظر حفاظت از سرنشینان دریافت و همچنین از لحاظ حفاظت از عابر پیاده نیز موفق به دریافت دو ستاره گردید و از خودروی هم خانواده‌اش یعنی سیتروئن زانتیا که در همان سال تست شده بود آمار بهتری را کسب کرد. مجدداً در سال ۲۰۰۱ این خودرو از نظر حفاظت از سرنشینان به ۳ ستاره و از نظر حفاظت از عابر پیاده دو ستاره دریافت کرد.
| نتایج تست یورو ان‌سی‌ای‌پی | نتایج تست یورو ان‌سی‌ای‌پی | نتایج تست یورو ان‌سی‌ای‌پی |
| ----------------------- | ----------------------- | ----------------------- |
| پژو ۴۰۶ (۱۹۹۷)          |                         |                         |
| تست                     | نمره                    | امتیاز                  |
| حفاظت از سرنشینان       | ۱۵                      | 2 ستاره                 |
| حفاظت از عابر پیاده     | N/A                     | 2 ستاره                 |

| نتایج تست یورو ان‌سی‌ای‌پی | نتایج تست یورو ان‌سی‌ای‌پی | نتایج تست یورو ان‌سی‌ای‌پی |
| ----------------------- | ----------------------- | ----------------------- |
| پژو ۴۰۶ (۲۰۰۱)          |                         |                         |
| تست                     | نمره                    | امتیاز                  |
| حفاظت از سرنشینان       | ۱۵                      | 3 ستاره                 |
| حفاظت از عابر پیاده     | N/A                     | 2 ستاره                 |

## موتورها
| مدل       | کد موتور      | سیلندر / سوپاپ | حجم موتور  | قدرت / دور در دقیقه                                   | گشتاور / دور در دقیقه                | سال‌های تولید |
| --------- | ------------- | -------------- | ---------- | ----------------------------------------------------- | ------------------------------------ | ------------ |
| بنزینی    |               |                |            |                                                       |                                      |              |
| 1.6       | XU5 JP (BFZ)  | ۴ / ۸          | ۱٫۵۸۰ سی‌سی | ۸۸ اسب بخار متری (۶۵ کیلووات؛ ۸۷ اسب بخار) / 6.000    | ۱۳۰ نیوتن متر (۹۶ پوند-فوت) / 2.600  | ۱۹۹۶–۱۹۹۷    |
| 1.8       | XU7 JB        | ۴ / ۸          | ۱٫۷۶۱ سی‌سی | ۹۰ اسب بخار متری (۶۶ کیلووات؛ ۸۹ اسب بخار) / 5.000    | ۱۴۷ نیوتن متر (۱۰۸ پوند-فوت) / 2.600 | ۱۹۹۷–۱۹۹۹    |
| 1.8       | XU7 JP4       | ۴ / ۱۶         | ۱٫۷۶۱ سی‌سی | ۱۱۲ اسب بخار متری (۸۲ کیلووات؛ ۱۱۰ اسب بخار) / 5.500  | ۱۵۵ نیوتن متر (۱۱۴ پوند-فوت) / 4.250 | ۱۹۹۶–۲۰۰۰    |
| 1.8       | EW7 J4        | ۴ / ۱۶         | ۱٫۷۴۹ سی‌سی | ۱۱۷ اسب بخار متری (۸۶ کیلووات؛ ۱۱۵ اسب بخار) / 5.500  | ۱۶۰ نیوتن متر (۱۲۰ پوند-فوت) / 4.000 | ۱۹۹۹–۲۰۰۴    |
| 2.0       | XU10 J4R      | ۴ / ۱۶         | ۱٫۹۹۸ سی‌سی | ۱۳۲ اسب بخار متری (۹۷ کیلووات؛ ۱۳۰ اسب بخار) / 5.500  | ۱۸۰ نیوتن متر (۱۳۰ پوند-فوت) / 4.200 | ۱۹۹۶–۲۰۰۰    |
| 2.0       | EW10 J4 (RFN) | ۴ / ۱۶         | ۱٫۹۹۷ سی‌سی | ۱۳۶ اسب بخار متری (۱۰۰ کیلووات؛ ۱۳۴ اسب بخار) / 6.000 | ۱۹۰ نیوتن متر (۱۴۰ پوند-فوت) / 4.100 | ۱۹۹۹–۲۰۰۳    |
| 2.0       | EW10 J4 (RFR) | ۴ / ۱۶         | ۱٫۹۹۷ سی‌سی | ۱۳۹ اسب بخار متری (۱۰۲ کیلووات؛ ۱۳۷ اسب بخار) / 6.000 | ۱۹۷ نیوتن متر (۱۴۵ پوند-فوت) / 4.100 | ۱۹۹۹–۲۰۰۰    |
| 2.0 HPI   | EW10 D        | ۴ / ۱۶         | ۱٫۹۹۷ سی‌سی | ۱۴۰ اسب بخار متری (۱۰۰ کیلووات؛ ۱۴۰ اسب بخار) / 6.000 | ۱۹۲ نیوتن متر (۱۴۲ پوند-فوت) / 4.000 | ۲۰۰۱–۲۰۰۴    |
| ۲٫۰ توربو | XU10 J2TE     | ۴ / ۸          | ۱٫۹۹۸ سی‌سی | ۱۵۰ اسب بخار متری (۱۱۰ کیلووات؛ ۱۵۰ اسب بخار) / 5.300 | ۲۳۵ نیوتن متر (۱۷۳ پوند-فوت) / 2.500 | ۱۹۹۷–۱۹۹۹    |
| 2.2       | EW12 J4       | ۴ / ۱۶         | ۲٫۲۳۱ سی‌سی | ۱۵۸ اسب بخار متری (۱۱۶ کیلووات؛ ۱۵۶ اسب بخار) / 5.650 | ۲۱۷ نیوتن متر (۱۶۰ پوند-فوت) / 3.900 | ۱۹۹۹–۲۰۰۳    |
| 2.9 V6    | ES9 J4        | ۶ / ۲۴         | ۲٫۹۴۶ سی‌سی | ۱۹۰ اسب بخار متری (۱۴۰ کیلووات؛ ۱۹۰ اسب بخار) / 5.500 | ۲۶۷ نیوتن متر (۱۹۷ پوند-فوت) / 4.000 | ۱۹۹۷–۲۰۰۰    |
| 2.9 V6    | ES9 J4S       | ۶ / ۲۴         | ۲٫۹۴۶ سی‌سی | ۲۰۷ اسب بخار متری (۱۵۲ کیلووات؛ ۲۰۴ اسب بخار) / 6.000 | ۲۸۵ نیوتن متر (۲۱۰ پوند-فوت) / 3.750 | ۱۹۹۹–۲۰۰۳    |
| دیزلی     |               |                |            |                                                       |                                      |              |
| 1.9 TD    | XUD9 TE/Y     | ۴ / ۸          | ۱٫۹۰۵ سی‌سی | ۹۰ اسب بخار متری (۶۶ کیلووات؛ ۸۹ اسب بخار) / 4.000    | ۱۹۶ نیوتن متر (۱۴۵ پوند-فوت) / 2.250 | ۱۹۹۵–۱۹۹۹    |
| 2.0 HDi   | DW10 TD       | ۴ / ۸          | ۱٫۹۹۷ سی‌سی | ۹۰ اسب بخار متری (۶۶ کیلووات؛ ۸۹ اسب بخار) / 4.000    | ۲۰۵ نیوتن متر (۱۵۱ پوند-فوت) / 1.900 | ۱۹۹۹–۲۰۰۳    |
| 2.0 HDi   | DW10 ATED     | ۴ / ۸          | ۱٫۹۹۷ سی‌سی | ۱۰۹ اسب بخار متری (۸۰ کیلووات؛ ۱۰۸ اسب بخار) / 4.000  | ۲۵۰ نیوتن متر (۱۸۰ پوند-فوت) / 1.750 | ۱۹۹۹–۲۰۰۴    |
| 2.1 TD    | XUD11 BTE     | ۴ / ۱۲         | ۲٫۰۸۸ سی‌سی | ۱۰۹ اسب بخار متری (۸۰ کیلووات؛ ۱۰۸ اسب بخار) / 4.300  | ۲۵۰ نیوتن متر (۱۸۰ پوند-فوت) / 2.000 | ۱۹۹۵–۱۹۹۹    |
| 2.2 HDi   | DW12 TED4     | ۴ / ۱۶         | ۲٫۱۷۹ سی‌سی | ۱۳۳ اسب بخار متری (۹۸ کیلووات؛ ۱۳۱ اسب بخار) / 4.000  | ۳۱۴ نیوتن متر (۲۳۲ پوند-فوت) / 2.000 | ۲۰۰۱–۲۰۰۳    |

## نگارخانه

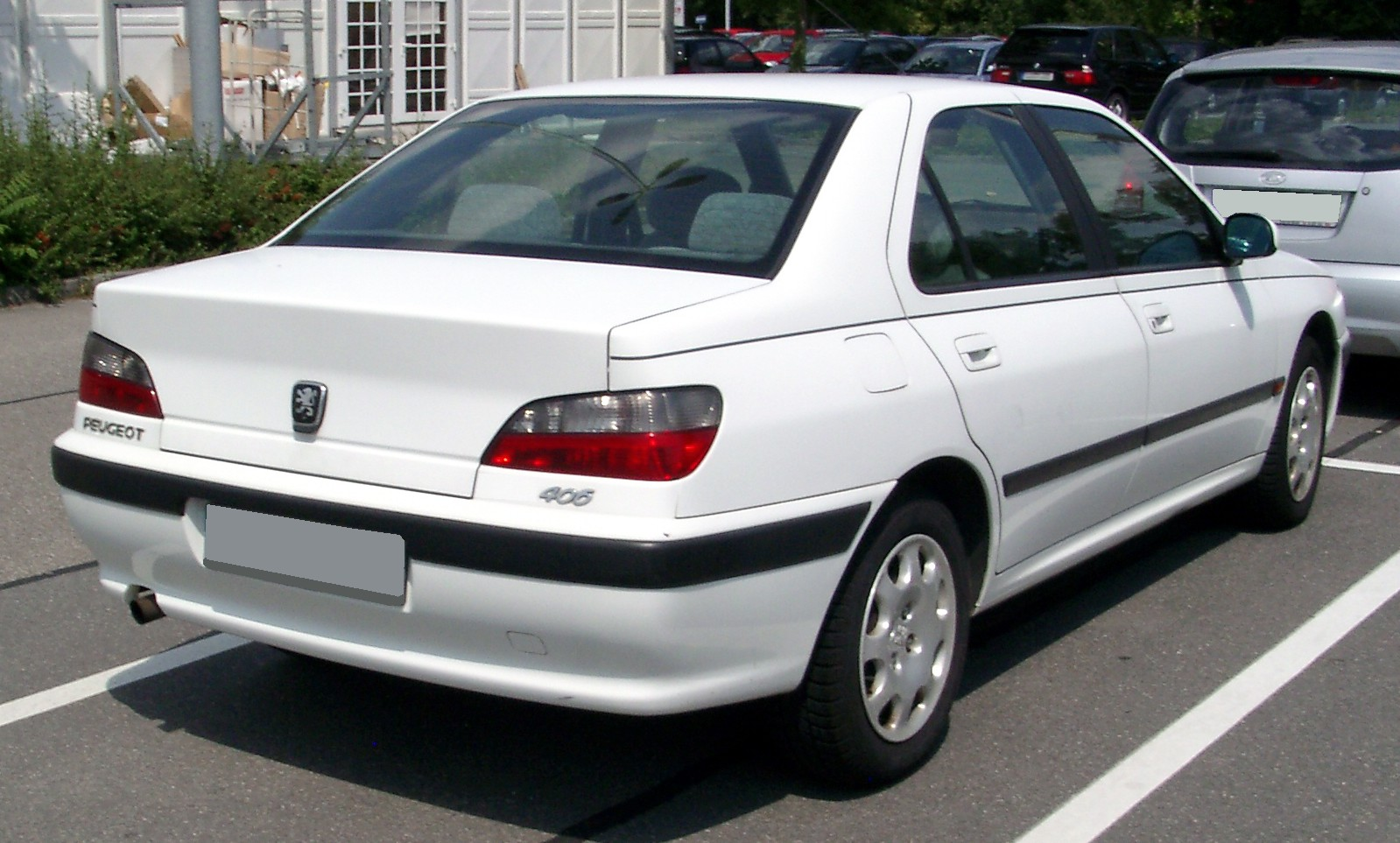
پژو ۴۰۶
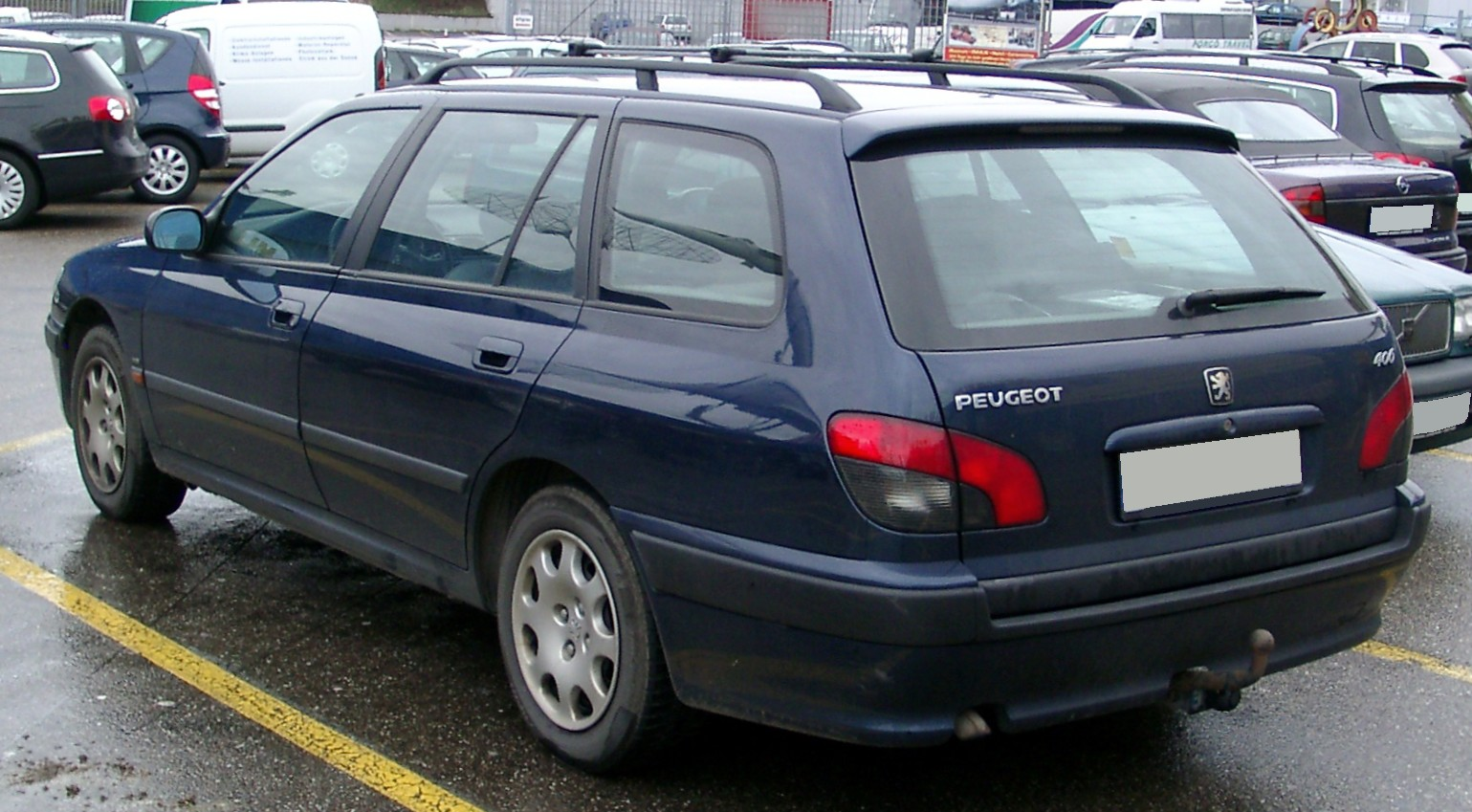
پژو ۴۰۶ نسخه استیشن
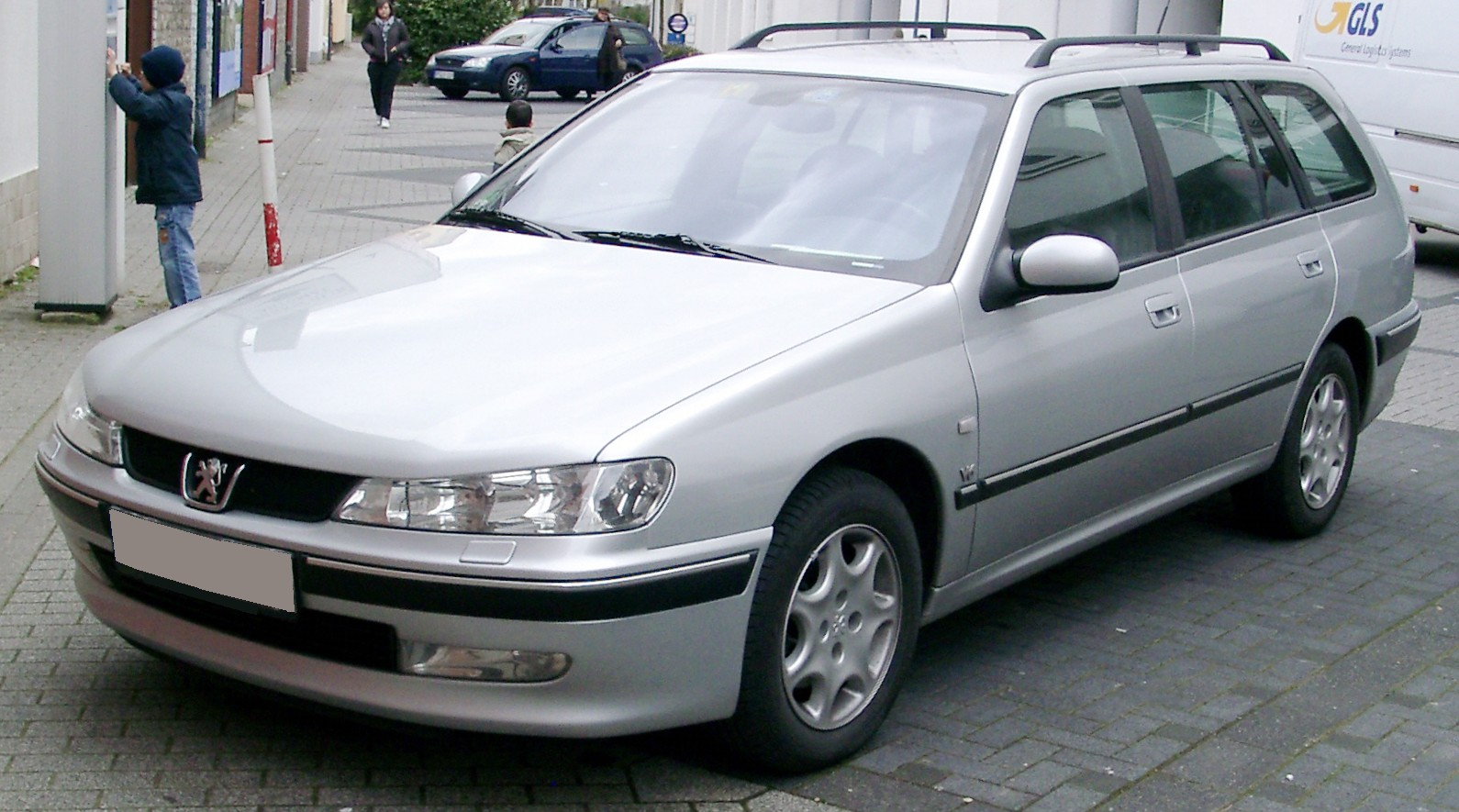
پژو ۴۰۶ نسخه استیشن
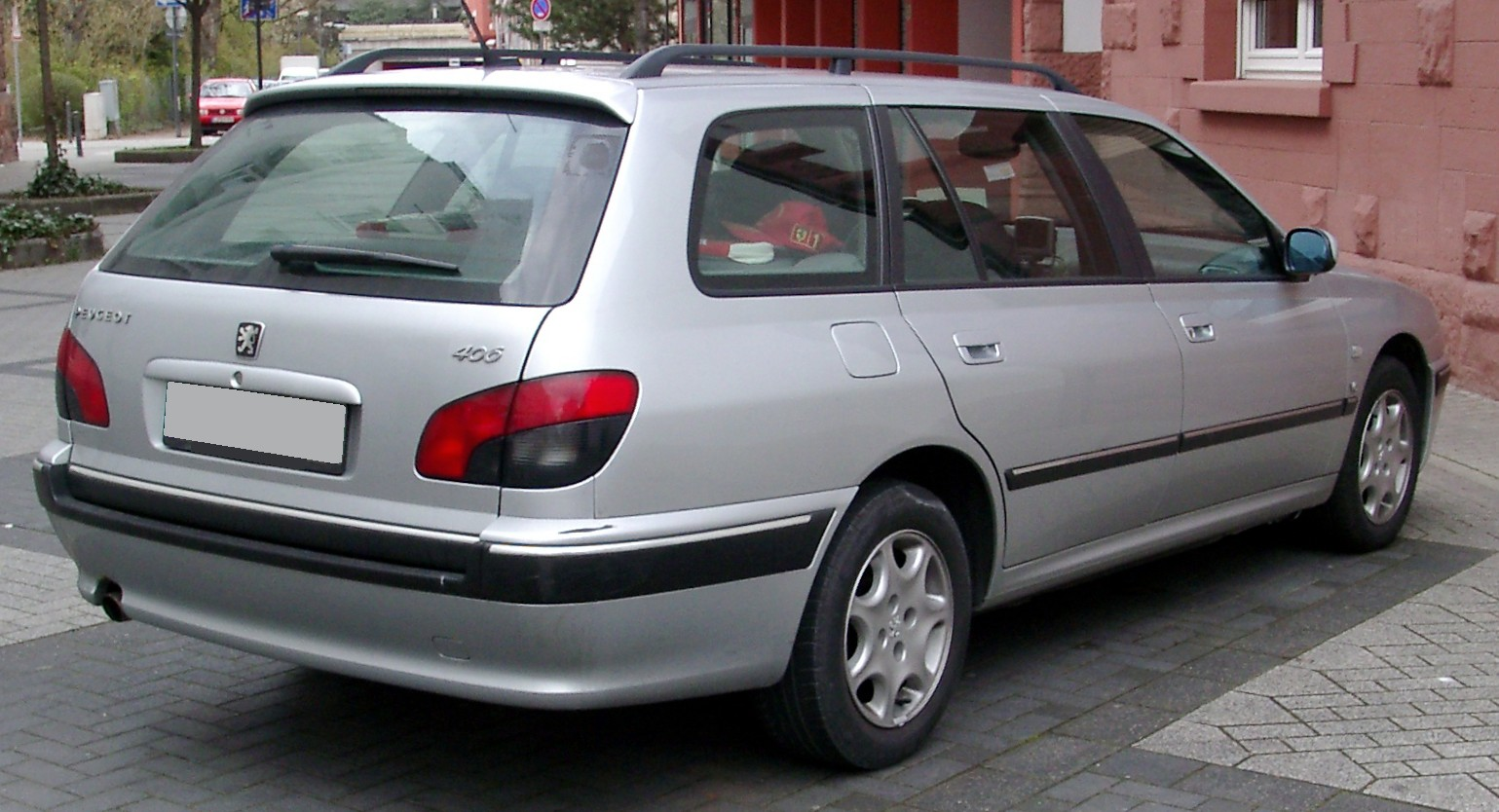
پژو ۴۰۶ نسخه استیشن
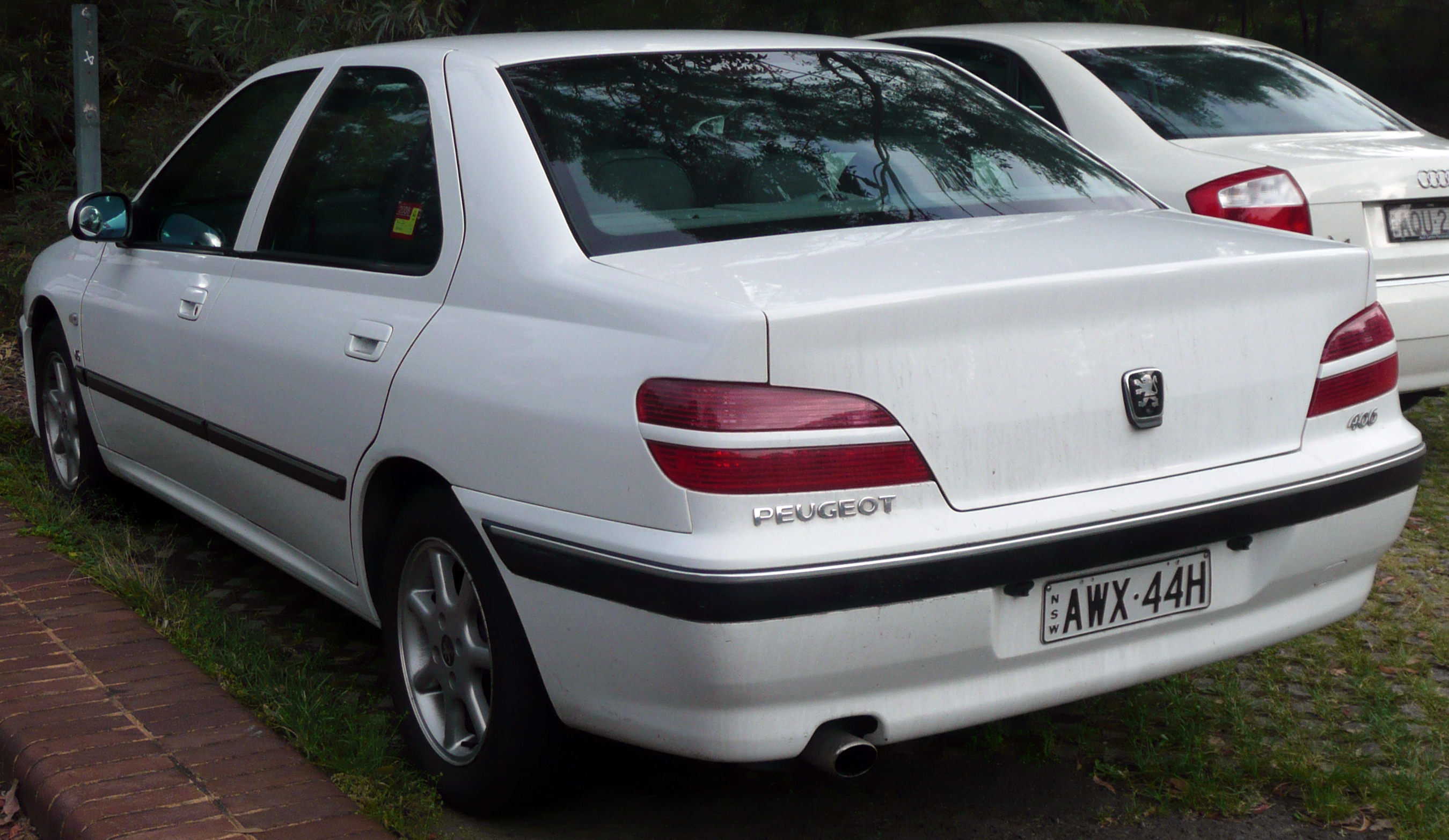
پژو ۴۰۶
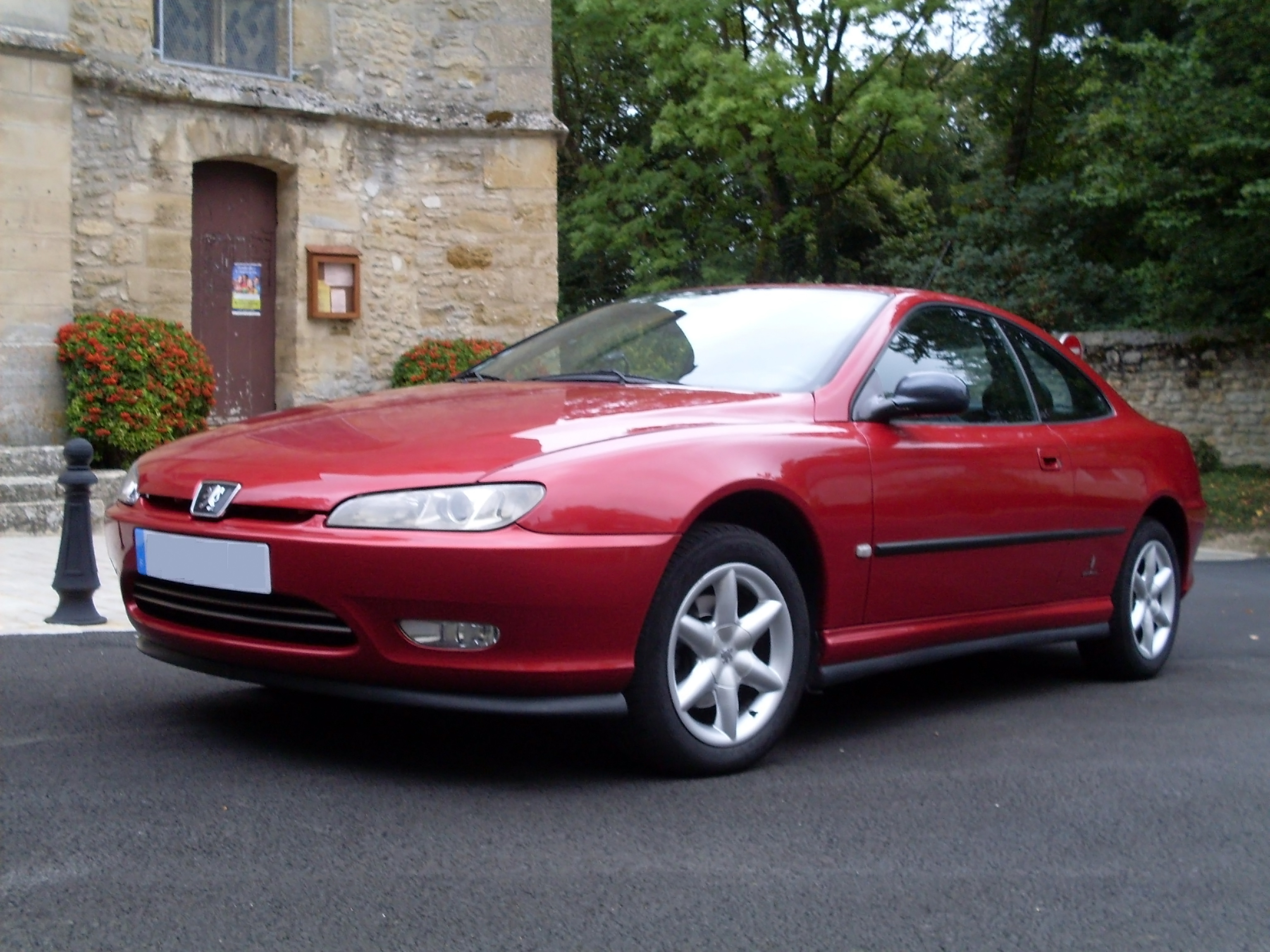
پژو ۴۰۶ نسخه کوپه
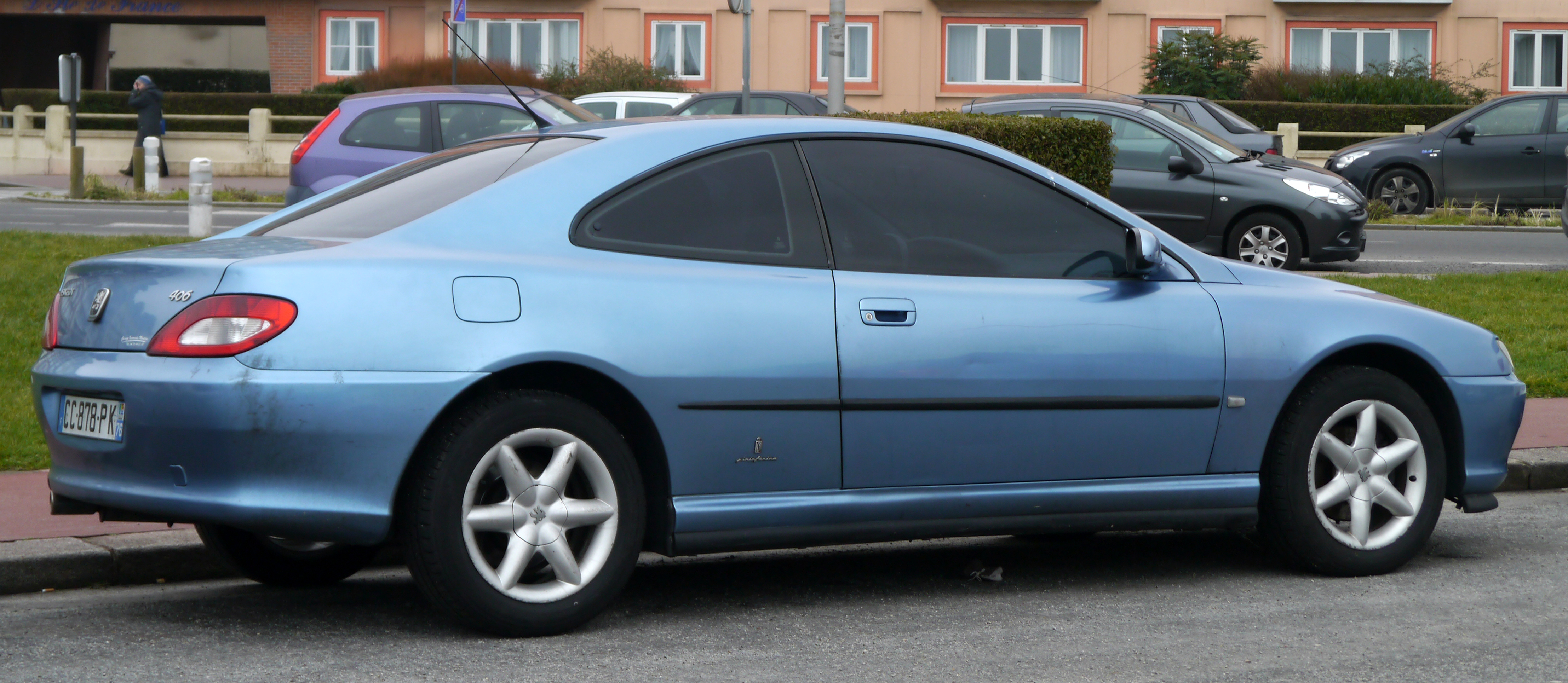
پژو ۴۰۶ نسخه کوپه
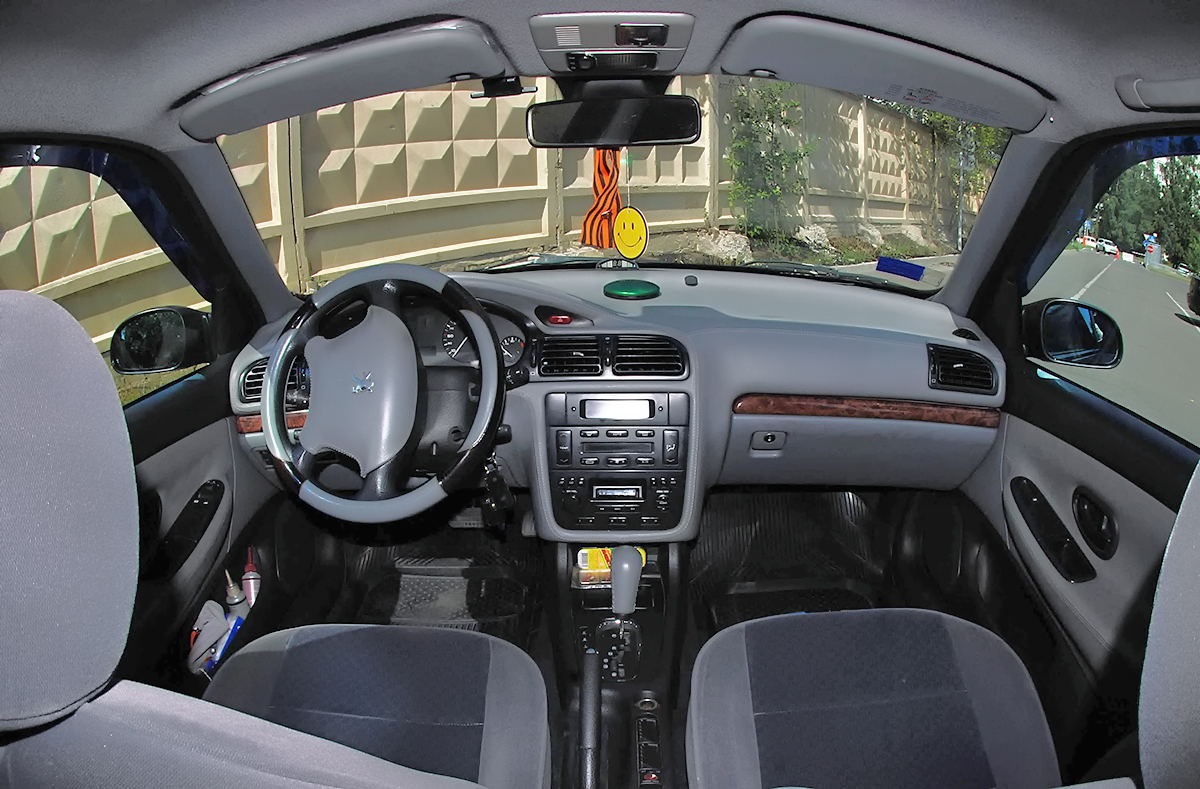
نمای داخلی پژو ۴۰۶